# Loxigilla portoricensis
Loxigilla portoricensis là một loài chim trong họ Thraupidae.